# Coprosma microcarpa
Coprosma microcarpa är en måreväxtart som beskrevs av Joseph Dalton Hooker. Coprosma microcarpa ingår i släktet Coprosma och familjen måreväxter. Inga underarter finns listade i Catalogue of Life.